# تهامة بيرقدار
تهامة بيرقدار هي إعلامية سورية تم تنصيبها كسفيرة للنوايا الحسنة من منظمة حقوق الإنسان - فرع ساند العالمية عام 2017.

## التحصيل العلمي
تحصلت على بكالريوس في الإتيكيت والبروتكول من كلية لندن للأعمال عام 2009، ومن ثم بكالريوس في الإتصال الجماهيري والدراسات الإعلامية من نفس الجامعة عام 2014، وبعدها على ماجستير في الإتيكيت والبروتوكول من جامعة وودبريدج الأمريكية عام 2016. كما تحصلت على شهادة الدكتوراه في العلوم الإنسانية.

## المشوار المهني
عملت كمستشار للاتيكيت والبروتوكول في مجموعة من المحطات التلفزيونية (قناة أبو ظبي، قناة إنفنيتي، تلفزيون دبي، روتانا خليجية) من 2007 إلى 2012.
بعدها عملت كمذيعة في أورينت نيوز من عام 2014 حتى 2015، ثم في قناة العربية كمدربة اتيكيت والبروتوكول لمدة 4 شهور في 2015، وتعمل قناة الآن كمنتجة منذ شباط 2015.